# 加藤知子
加藤 知子（かとう ともこ、1957年9月6日 - ）は、日本のヴァイオリニストである。東京都生まれ。桐朋学園大学教授。

## 経歴

### 生い立ち
4歳からヴァイオリンを始めた。1964年、お茶の水女子大学附属小学校に入学し、1969年、小学校6年生の時、第23回全日本学生音楽コンクール全国大会小学生の部で第1位を獲得した。1976年、桐朋学園大学に入学し、江藤俊哉に師事する。1978年、第47回日本音楽コンクールで第1位、1979年、海外派遣コンクールで特別賞を受賞した。

### アメリカ留学
1980年、大学を卒業後、タングルウッド音楽祭に参加、ローレンス・レッサーに師事した。1981年、文化庁派遣研修員として2年間ジュリアード音楽院に留学して、ドロシー・ディレイに師事した。1982年、第7回チャイコフスキー国際コンクールで第2位を受賞した。なお、この回の第1位はヴィクトリア・ムローヴァ、セルゲイ・スタドレルの2人のソ連勢だった。

### 帰国後
1983年に帰国し、日本デビューリサイタルを開いた。1996年、桐朋学園大学助教授、のち教授。マネージメントは梶本音楽事務所と契約している。1998年「新しい大江光」をレコーディングし、大江健三郎から敬意をもたれている。

## レコーディング
- チャイコフスキー：ヴァイオリン協奏曲（ポニーキャニオン）
- クライスラー・コレクション・パート1（1989年、ポニーキャニオン）
- クライスラー・コレクション・パート2（ポニーキャニオン）
- メンデルスゾーンの室内楽2（1992年、フォンテック）
- フランク、フォーレ：ヴァイオリン・ソナタ（1993年、フォンテック）
- イザイ：無伴奏ヴァイオリン・ソナタ（1995年、日本コロムビア）
- エストレリータ〜加藤知子ヴァイオリン名曲集（1996年、日本コロムビア）
- オペラ座の夜（1997年、日本コロムビア）
- 朝の歌〜エルガー作品集（1998年、日本コロムビア）
- グラン・タンゴ（1998年、日本コロムビア）
- バッハ：無伴奏ヴァイオリンソナタ&パルティータ（2000年、日本コロムビア）